# Czakó Krisztina
Czakó Krisztina (Budapest, 1978. december 17. –) hétszeres magyar bajnok, Európa-bajnoki ezüstérmes műkorcsolyázó.

## Pályafutása

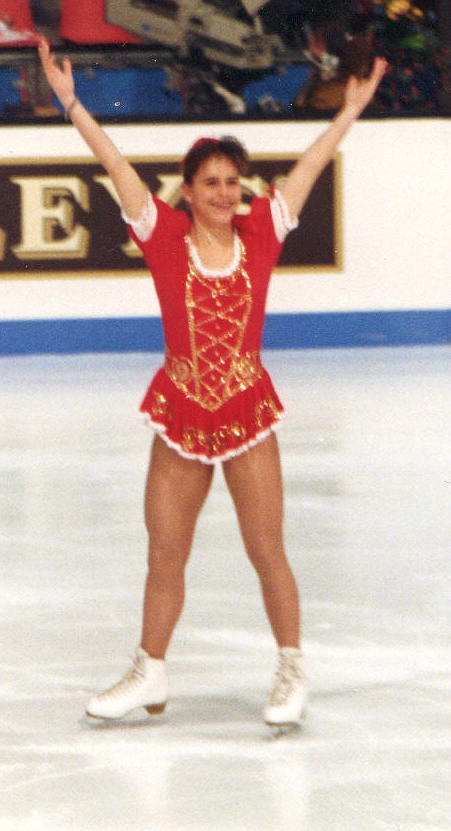
1994-ben a koppenhágai Európa-bajnokságon

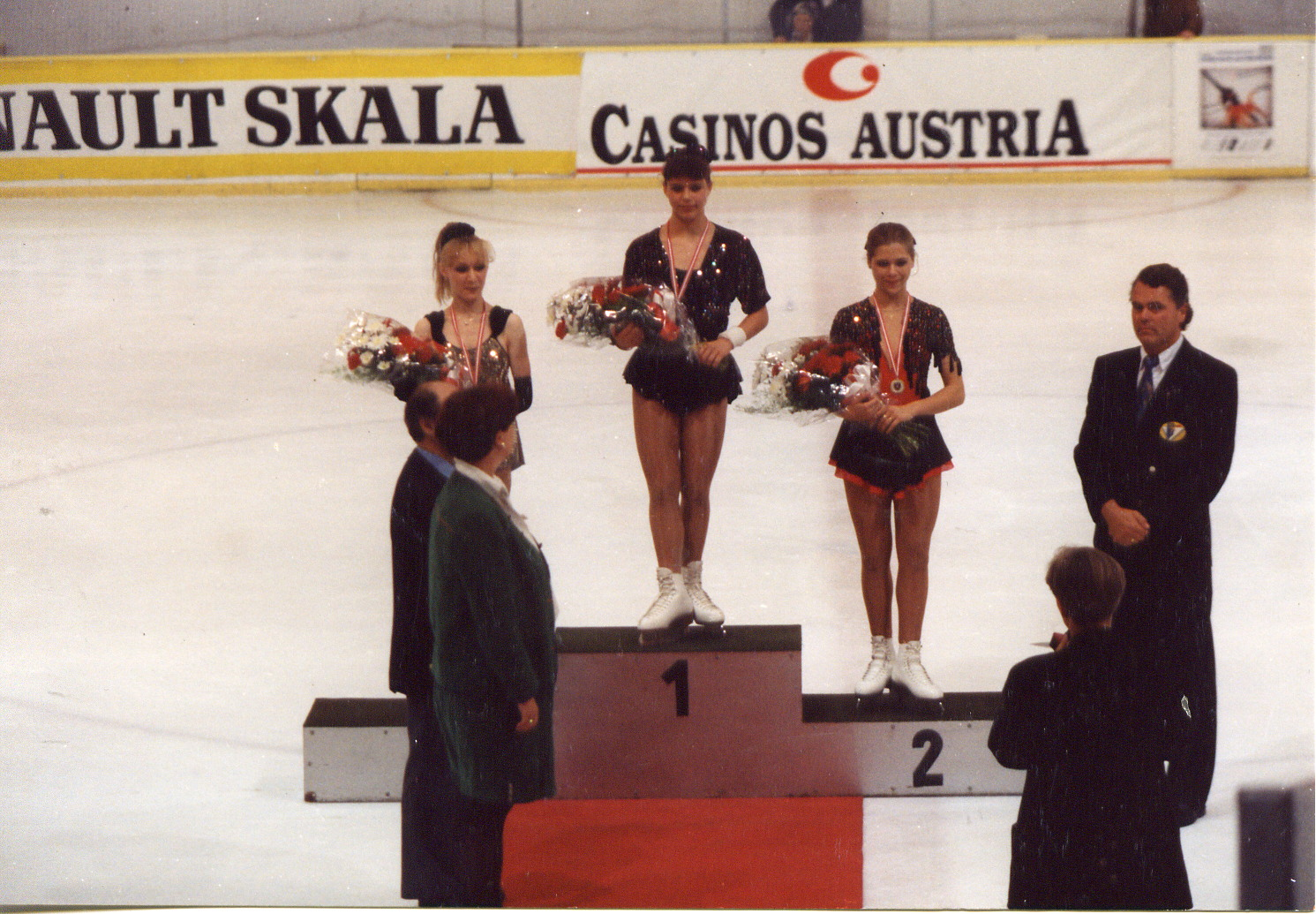
Karl Schäfer Memorial (1993): Olga Markova (3), Krisztina Czakó (1), Tanja Sevcsenko (2)

Czakó Krisztina 11 hónaposan kezdett korcsolyázni, és 5 évesen vett részt versenyen először. 1997-ben Párizsban ezüstérmes lett az Európa-bajnokságon Irina Szluckaja mögött, illetve eddig az egyetlen magyar műkorcsolyázónő, aki megnyerte a Skate Canada Grand Prix-t, olyan versenyzéssel, melynek során a kilenc ugrásából hat tripla volt. Jellemző korcsolyázótudására, hogy rendkívül technikás versenyző; ő volt az első magyar műkorcsolyázónő aki tripla-tripla kombinációt mutatott be versenyen (tripla toloop-tripla toloop). Czakó Krisztina legnagyobb sikerét az Addams Family című film zenéjére komponált kűrjével aratta, a híres orosz műkorcsolyázó és koreográfus, Igor Bobrin készítette
A műkorcsolya számomra egyben sport is és művészet is. Az a jó benne, hogy szép, és mégis kielégíti a mozgásigényt. Nem agresszív. Változatos. Míg a többi sportágban minden évben ugyanazt mérik (idők, kilók, távolságok, magasságok, sebességek), addig a műkorcsolyában minden évben más koreográfiát tanul be az ember, akár új elemeket is kitalálhat.

## Eredmények
| Verseny                | 1991/1992 | 1992/1993 | 1993/1994 | 1994/1995 | 1995/1996 | 1996/1997 | 1997/1998 | 1998/1999 | 1999/2000 |
| ---------------------- | --------- | --------- | --------- | --------- | --------- | --------- | --------- | --------- | --------- |
| Olimpia                | 23.       |           | 11.       |           |           |           | sér.      |           |           |
| Világbajnokság         | 17.       | 15.       | 12.       | 23.       | 11.       | 7.        |           |           |           |
| Európa-bajnokság       | 16.       | 6.        | 6.        | 8.        | 6.        | 2.        | 5.        |           |           |
| Junior vb              | 25.       | 7.        | 2.        | 3.        |           |           |           |           |           |
| Magyar bajnokság       | 1.        | 1.        | 1.        | 1.        | 1.        | 1.        | 1.        |           |           |
| Skate Canada           |           |           | 4.        | 1.        | 7.        |           |           |           |           |
| Lalique Trophee        |           |           |           | 7.        | 6.        | 5.        | 5.        |           |           |
| Cup of Russia          |           |           |           |           |           | 6.        |           |           |           |
| NHK Osaka              |           |           |           |           |           | 9.        |           |           |           |
| Karl Schäfer Memorial  |           | 8.        | 1.        | 2.        | 1.        | 8.        |           |           | 2.        |
| Ondrej Nepala Memorial |           |           |           | 1.        |           |           |           |           |           |
| Finlandia Trophy       |           |           |           |           |           |           | 3.        |           |           |
| Skate Israel           |           |           |           |           |           |           | 3.        |           |           |
| Winter Universiade     |           |           |           |           |           |           |           | 8.        |           |
| Prague Skate           |           | 3.        |           |           |           |           |           |           |           |